# Теория общего происхождения японцев и евреев
Теория общего происхождения японцев и евреев (яп. 日ユ同祖論 Нитию До:сорон) — маргинальная теория, появившаяся в XVII веке в качестве гипотезы, которая соотносила японский народ с основной частью десяти потерянных колен Израиля. Поздняя интерпретация представляла японцев как потомков племени евреев-несториан. Некоторые вариации этой теории применялись ко всему народу, в то время как остальные предполагали, что лишь определённые группы среди японского населения происходят от евреев.
Тюдор Парфитт считает, что распространение мифа об еврейском происхождении формирует характерную особенность западного предприятия колониализма, говоря следующее:
Именно в Японии мы можем отследить самую заметную эволюцию воображаемого еврейского прошлого в тихоокеанском регионе. Как и везде в мире, предположение о том, что особенности страны объяснимы только посредством израильской модели, было представлено западными агентами.
Исследователь и научный журналист Джон Энтайн подчёркивает, что анализ ДНК исключает возможность существенных связей между японцами и евреями.

## Происхождение
Во время эпохи Великих географических открытий европейские исследователи пытались объединить множество народов, которые впервые вошли с ними в контакт, с десятью потерянными племенами Израиля, иногда попутно стараясь представить христианские миссии. Первым человеком, отождествлявшим потерянные колена с народами Восточной Азии, был Жуан Родригеш (1561—1634), иезуитский миссионер и переводчик. В 1608 году он предположил, что китайцы произошли от потерянных колен Израиля. Он считал, что идеи китайских мудрецов Конфуция и Лао-цзы были заимствованы из иудаизма. Позже Родригеш отказался от этой теории. В своей книге «История церкви в Японии» он утверждал, что Япония была заселена двумя волнами иммиграции с материка: первая группа состояла из выходцев из Чжэцзяна, а вторая — из Кореи.
Как пишет Парфитт, «первая полноценная разработка теории была предпринята Николасом Маклеодом, шотландцем, начинавшим свою карьеру с разведения сельди, прежде чем оказаться в Японии в качестве миссионера». В 1870 году Маклеод опубликовал «Очерки о древней истории Японии» и «Иллюстрации к Очеркам о древней истории Японии», где он утверждал, что некоторые из японцев были потомками потерянных колен, которые впоследствии сформировали касты аристократии и традиционного жречества. Приводимые им аргументы включали сходство между сказаниями императора Дзимму и Моисея, наличие у некоторых японцев «португальско-еврейских» расовых черт, и сходство между синтоизмом и иудаизмом.

## Влияние в Японии
Эти теории не оказали большого влияния в Японии, несмотря на то, что в последнее время их стали переводить и издавать в Японии на японском языке.
Тем не менее, в 1908 году Ёсиро Саэки (1872—1965), будучи профессором Университета Васэда и специалистом по японскому несторианству, опубликовал книгу, в которой он разработал собственную версию этой теории. Саэки предположил, что род Хата, прибывший из Кореи и поселившийся в Японии в III веке, на самом деле был еврейско-несторианского происхождения. По словам Бен-Ами Шиллони, труды Саэки помогли распространить поддержанную некоторыми христианскими группами теорию «об общем происхождении японцев и евреев» (Нитию До:сорон) в Японии.
Ни одно из доказательств, в том числе современный анализ ДНК, не подтверждает эту гипотезу. Недавно опубликованное исследование генетического происхождения японского народа также опровергает генеалогическую связь, выдвинутую Саэки.

## Влияние в других областях
Теория наличия общего предка у японцев и евреев рассматривается как одна из попыток европейских расовых теоретиков объяснить быструю модернизацию Японии в сравнении с модернизацией, происходившей среди других «низших» или «дегенеративных» азиатов, в частности китайцев. Сама теория, однако, получила продолжение в разнообразных направлениях.

### Евреи в Китае
В том же году, что и книга Саэки, в «Вестнике Израиля» — журнале, который публиковался Шанхайской федерацией сионистов, — появилась ещё одна версия этой теории. В то время как Маклеод утверждал, что жреческий и правящий классы Японии были потомками евреев, в статье, опубликованной шанхайской группой, предложили более «пролетарский» вариант теории. Шиллони пишет:
Вопреки тому, что написал Маклеод, автор статьи считал, что потомками евреев были японские изгои эта (или «эти», как писалось в самой статье).
Автор статьи утверждал, что, как и евреи на Западе, японцы-эта были людьми трудолюбивыми, имевшими особые связи с производством обуви, и которые тоже жили в гетто, «не потому что их принуждают к этому сами японцы, но потому что они, как кажется, сами предпочитают вести жизнь в изоляции от остального народа». Автор также утверждал, что эта соблюдали еврейские обычаи: «в гетто Нагасаки, например, народ эти соблюдает шаббат крайне набожно. Они не только не работают в этот день недели, но также не воскуривают и не зажигают огни, прямо как ортодоксальные евреи».
Шиллони также добавляет: «эта нелепая и абсолютно беспочвенная байка не была поставлена под сомнение или опровергнута в дальнейших выпусках журнала».
«Есть некоторые свидетельства о том, что небольшие группы евреев поселились в Китае около 240 г. до н. э.».

### Христианский сионизм
Бен-Ами Шиллони также описывает письмо, впоследствии опубликованное в том же издании, которое было написано бывшей фрейлиной королевы Виктории Элизабет Гордон, видной христианской сионисткой. Гордон пыталась связать Японию с так называемым британским израилизмом, а именно с тем, что королевская семья Британии имела еврейские корни. Гордон была хорошо известна в Японии, где она занималась исследованием буддизма Сингон, который, по её мнению, имел христианское происхождение. В своем письме 1921 года она предприняла «фантастический ход мыслей», дабы доказать, что «встреча между японским и британским наследными принцами знаменует долгожданное воссоединение Иуды и Израиля». В то время Гордон имела определённое влияние в Японии.

## Дополнительные материалы
- Bandou, Makoto (2010). Yudayajin Torai Densetsu Chizu. Tokyo : PHP Kenkyuusho.
- Eidelberg, Joseph (2005). Nihon Shoki to Nihongo no Yudaya Kigen. Tokyo : Tokuma Shoten.
- Kawamorita, Eiji (1987). Nihon Heburu Shiika no Kenkyuu. (literally Research of Japanese Hebrew Verses.) Tokyo : Yawata Shoten.
- Kojima et al. (1994). Shinpen Nihon Koten Bungaku Zenshuu (2) Nihon Shoki (1). Tokyo : Shougakkan, ISBN 978-4-09-658002-8978-4-09-658002-8.
- Kojima et al. (1996). Shinpen Nihon Koten Bungaku Zenshuu (3) Nihon Shoki (2). Tokyo : Shougakkan, ISBN 978-4-09-658003-5978-4-09-658003-5.
- Kojima et al. (1998). Shinpen Nihon Koten Bungaku Zenshuu (4) Nihon Shoki (3). Tokyo : Shougakkan, ISBN 978-4-09-658004-2978-4-09-658004-2.
- Kubo, Arimasa. Israelites Came to Ancient Japan, chapters: 2 3 4.
- Kubo, Arimasa (2011). Nihon to Yudaya Unmei no Idenshi. Tokyo : Gakken Publishing.
- Kubo et al. (2000). Nihon Yudaya Huuin no Kodaishi (2). Tokyo : Tokuma Shoten.
- McLeod and Kubo (2004). Nihon Koyuu Bunmei no Nazo wa Yudaya de tokeru. Tokyo : Tokuma Shoten.
- Takahashi and McLeod (1997). Tennouke to Isuraeru Jyuu Shizoku no Shinjitsu. Tokyo : Tama Shuppan.
- Yamaguchi and Kounoshi (1997). Shinpen  Nihon Koten Bungaku Zenshuu (1) Kojiki. (literal translation : New edition of Japanese Classical Literature Series (1)). Tokyo : Shougakkan, ISBN 978-4-09-658001-1978-4-09-658001-1.